# Iphiaulax dubitorius
Iphiaulax dubitorius är en stekelart som först beskrevs av Fabricius 1775.  Iphiaulax dubitorius ingår i släktet Iphiaulax och familjen bracksteklar. Inga underarter finns listade i Catalogue of Life.